# Araneus iviei
Araneus iviei este o specie de păianjeni din genul Araneus, familia Araneidae. A fost descrisă pentru prima dată de Archer, 1951. Conform Catalogue of Life specia Araneus iviei nu are subspecii cunoscute.